# تأثيل شعبي

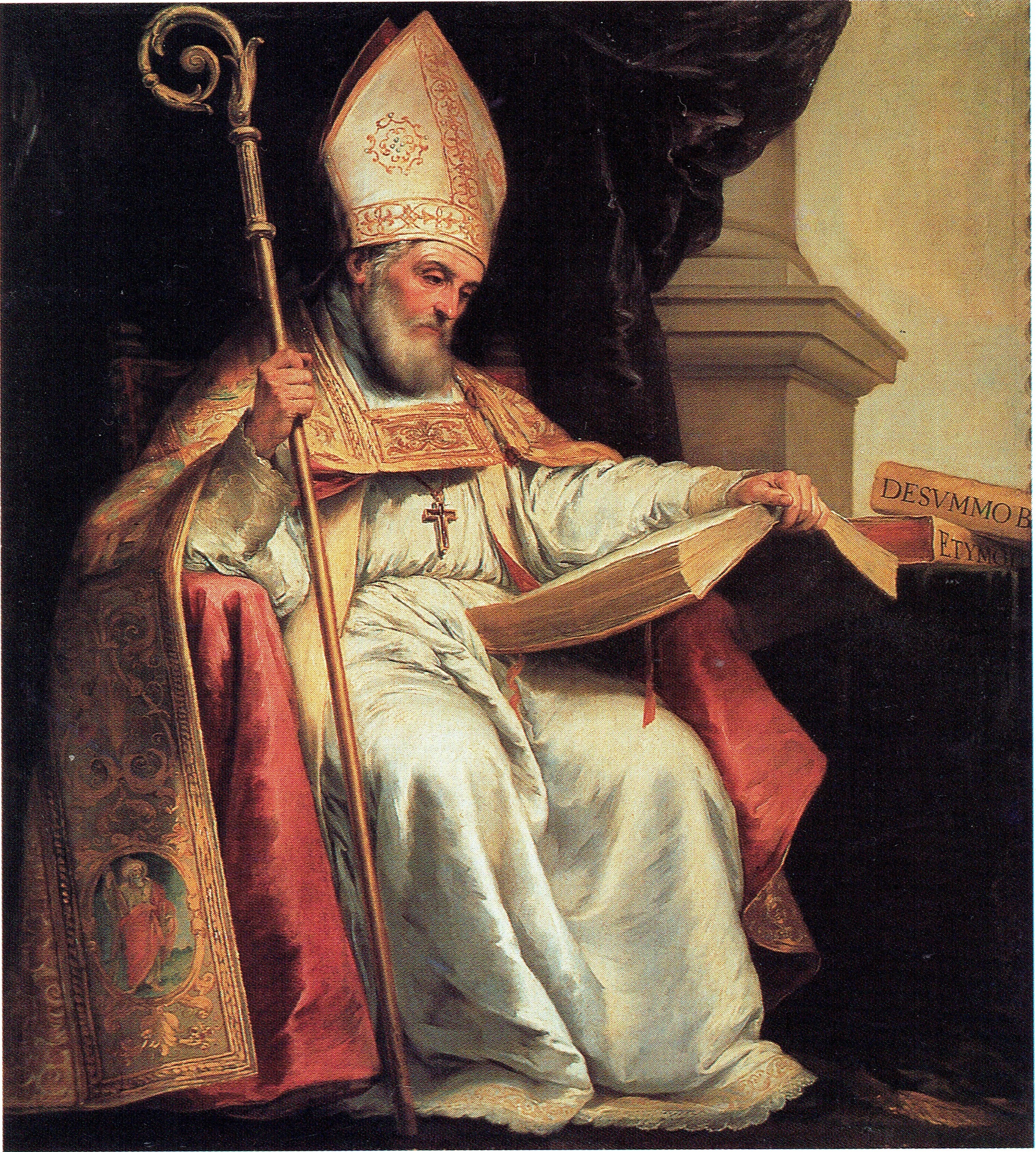

التأثيل الشعبي أو التحليل المجدد، ويُسمى في بعض الأحيان التأثيل الشائع أو الإصلاح القياسي أو إعادة التفسير الاشتقاقي، وهو تغيير يطرأ على كلمة أو عبارة نتيجة وضع شكل مألوف محل شكل غير مألوف. إذ يُعاد تحليل شكل أو معنى كلمة قديمة أو أجنبية أو غير مألوفة بطريقة تجعلها تشبه الكلمات المألوفة أو المقاطع الصرفية. وإعادة الوضع بين أقواس هي شكل من أشكال التأثيل الشعبي حيث تُقسم الكلمة أو «توضع بين قوسين» ضمن مجموعة جديدة من العناصر المفترضة. وغالباً ما يستند الاشتقاق العكسي – وهو إنشاء كلمة جديدة عن طريق إزالة أو تغيير أجزاء من كلمة موجودة- إلى التأثيل الشعبي.
إن مصطلح التأثيل الشعبي هو ترجمة اقتراضية من الكلمة الألمانية Volksetymologie، والتي صاغها إرنست فورستمان في عام 1852. ويُعد التأثيل الشعبي عملية منتجة في اللغويات التاريخية والتغير اللغوي والعلاقة الاجتماعية. مثلما يمكن أن يؤثر التحليل المجدد لتاريخ الكلمة أو لشكلها الأصلي على تهجئتها أو نطقها أو معانيها. ويُرى هذا كثيرًا ضمن الألفاظ الدخيلة أو الكلمات التي أصبحت قديمة أو التي أهملت وتركت.
تشمل الأمثلة على الكلمات التي أنشأت أو تغيرت من خلال التأثيل الشعبي كلمة sparrowgrass باللهجة الإنجليزية، التي يعود أصلها لليونانية ἀσπάραγος (الهليون) والتي أعيد تشكيلها عن طريق التمثيل لكلمات أكثر شيوعًا مثل عصفور الدوري sparrow والعشب grass، أو كلمة برغر المشتقة، التي أنشأت من خلال التحليل المجدد لكلمة همبرغر (hamburger): التي تتألف من دمج كلًا من لحم الخنزير ham+ برغر burger، على الرغم من أن أصل الكلمة الحقيقي يتكون من هامبورغ Hamburg (اسم المدينة) + -er (شخص من).

## القوة المنتجة

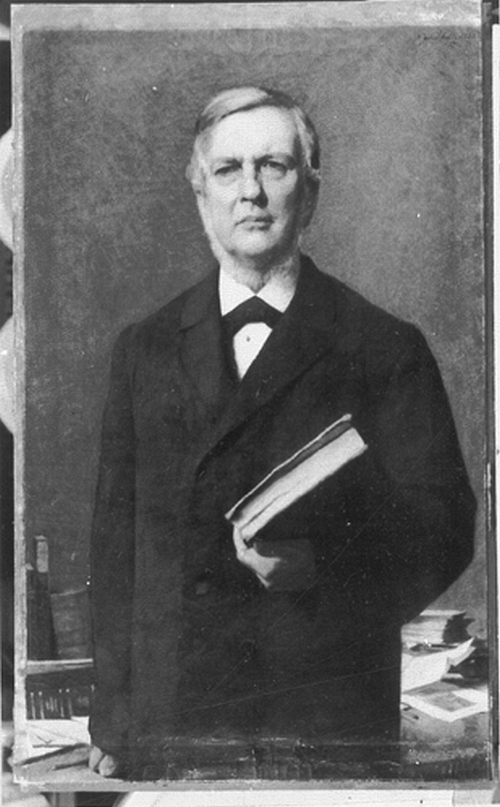
إرنست فورستمان

يشير المصطلح التقني «التأثيل الشعبي» إلى تغيير في شكل الكلمة وينتج ذلك عن معتقدات شعبية خاطئة عن أصل تلك الكلمة. والمصطلح الإنجليزي هو ترجمة للمصطلح الألماني Volksetymologie، الذي صاغه إرنست فورستمان. وقد أشار فورستمان إلى أنه بالإضافة إلى التأثيل العلمي القائم على دراسة دقيقة في علم اللغة، إذ توجد تقارير علمية ولكن في كثير من الأحيان تكون غير منهجية، وكذلك تقارير شعبية لتاريخ الأشكال اللغوية. إلى أن طوّر اللغويون الأكاديميون فقه اللغة المقارن ووضحوا القوانين التي يستند إليها التغير اللفظي، فقد كان اشتقاق الكلمات في الغالب مسألة تخمينية. فالتكهن حول الشكل الأصلي للكلمات أدى بدوره إلى تطور الكلمة، ما جعله جزءًا من التأثيل الجديد.
الاعتقاد بأن للكلمة أصلًا معينًا، يجعل الناس ينطقونها ويكتبونها ويستخدمونها بطريقة تناسب أصلها الذي يتصورونه. ما جعل التأثيل الشعبي يمتلك تأثيرًا قويًا على الأشكال التي تتخذها الكلمات. ومن الأمثلة في اللغة الإنجليزية كلمة جراد المياه العذبة crayfish، وهو ليس مرتبطًا بالسمك fish تاريخيًا ولكن أصل الكلمة يعود لكلمة crevis من الإنجليزية الوسطى، وهو لفظ قريب للكلمة الفرنسية écrevisse. ومثل كلمة chaise lounge ذات الأصل الفرنسي، والتي أصبحت مرتبطة بكلمة lounge.